# قطعنامه ۷۸۶ شورای امنیت
قطعنامه ۷۸۶ شورای امنیت سازمان ملل متحد که در تاریخ ۱۰ نوامبر ۱۹۹۲ تصویب شد، سندی بین‌المللی دربارهٔ بوسنی و هرزگوین است. این قطعنامه طی نشست ۳۱۳۳ام با ۱۵ رای موافق، ۰ مخالف و ۰ ممتنع تصویب شد.